# توایین هارت (کالیفرنیا)
توایین هارت (به انگلیسی: Twain Harte) یک منطقهٔ مسکونی در ایالات متحده آمریکا است که در شهرستان توآلومی، کالیفرنیا واقع شده‌است. توایین هارت ۹٫۶۳۱ کیلومتر مربع مساحت و ۲٬۲۲۶ نفر جمعیت دارد و ۱٬۱۱۲ متر بالاتر از سطح دریا واقع شده‌است.